# Економіка злочину та покарання
Економіка злочину та покарання почалася з того, що злочинець став розглядатися як раціональный індивід, людина, що зрівняла переваги різних професій, й обрала кримінальну кар'єру, а не як психологічно хвора людина з тягою до здійснення злочинів. Така вистава дозволяє будувати математичні моделі, в основі яких лежить раціональна поведінка злочинця.

## Індивідуальний розв'язок про здійснення злочину
Застосувавши апарат теорії ймовірностей, запишемо формулу
Y > p * F
де Y - прибуток від протиправних дій, p - ймовірність покарання, F - сума штрафу
то раціональний індивід за інших рівних умов піде на протиправну дію.
У рамках даної моделі розрізняють кілька способів впливу влади на злочинність. Найпростіший спосіб полягає в жорсткості покарання за правопорушення, так само можна вкладати гроші в удосконалювання апарата піймання злочинців і, як дуже непрямий захід – підвищувати їхні одержувані законним шляхом доходи.

## Рівень злочинності
Оптимальний з погляду суспільства обсяг правопорушень - коли граничні витрати кожного правоохоронного заходу дорівнюють граничній вигоді від неї.

## Теоретичні підходи
Відповідно до запропонованого Г. Беккером підходу, рівноважний обсяг злочинності (equilibrium volume of crime) формується в процесі взаємодії тільки злочинців і захисників правопорядку. У роботах послідовників створеного ним наукового напрямку злочинна діяльність представлена вже дещо інакше - як своєрідний "ринок", де від дій злочинців залежать пропозиції злочинів, від дій споживачів незаконних товарів і жертв насильницьких злочинів - попит на злочини, а заходи правового примусу і Попередження злочинності постають як державне регулювання цього "ринку". Під впливом трьох названих основних чинників і складається рівноважний обсяг злочинності.
Аналіз пропозиції. Поведінка потенційного порушника розглядається в моделях оптимізації розподілу його часу між законною і незаконною видами діяльності. Злочинці в цих моделях постають людьми, раціонально максимізує свою очікувану корисність (expected-utility maximizers). На їхній вибір впливають наступні основні чинники: ймовірність арешту, засудження і покарання; міри покарання; доходи від альтернативних видів легальної і нелегальної діяльності; ризик безробіття; початковий рівень добробуту. При аналізі впливу цих факторів на поведінку потенційних порушників слід враховувати їх ставлення до ризику: доведено, що сильну перевагу ризику гасить стримуючий ефект санкцій (2). В цілому, однак, економісти згодні, що посилення санкцій за злочини знижує рівень злочинності, стримуючи приплив нових потенційних порушників, навіть якщо на вже діючих порушників воно слабко впливає.
Аналіз попиту. Поведінка споживачів злочинних товарів і потенційних жертв злочинного насильства робить сильний вплив на діяльність злочинців. Так, наприклад, інтенсивність торгівлі нелегальними наркотиками або краденим майном безпосередньо визначається споживачами, створюючи прямий чи непрямий попит на певні злочини (3). Навіть на ті злочини, які наносять жертвам  шкоду, існує своєрідний, непрямий негативний попит, який є зворотнім боком позитивного попиту потенційних жертв на заходи безпеки. Вибираючи засоби самозахисту (замки, сейфи, сигналізацію і т. д.), потенційні жертви впливають на дохід від злочинів і, відповідно, змінюють "попит" на злочинність. Оскільки оптимальні (з точки зору потенційної жертви) витрати на самозахист будуть зростати в міру підвищення рівня злочинності, приватний захист пов'язаний зворотньою залежністю з громадською правоохоронною діяльністю.
Аналіз державного регулювання. Оскільки злочину створюють екстернальні ефекти (4), то контроль над злочинністю стає "суспільним товаром" (public good), індивідуальний самозахист доповнюється колективними діями. У результаті державного регулювання нелегальні доходи обкладаються своєрідним "податком" - загрозою покарання. Крім того, кількість правопорушників регулюється шляхом обмеження їх прав або їх перевихованням. Оскільки всі методи контролю є дорогими, то "оптимальний" (з точки зору суспільства) обсяг правопорушень не повинен бути нульовим. Він "повинен бути встановлений на [такому] рівні, коли граничні витрати кожного заходу примусу або попередження рівні її граничної вигоди "(с. 722). Щоб застосовувати цей підхід порівняння витрат і вигод, треба, однак, спочатку вирішити, як оцінювати вигоди суспільства. Г. Беккер і Дж. Стіглер у своїх роботах з оптимізації правоохоронної діяльності (5) вибрали як критерій оптимізації максимізацію "соціального доходу" (social income), що рівносильно мінімізації суми втрат від злочинів і від витрат на захист порядку. На основі цього підходу можна знайти оптимальні поєднання ймовірності та тяжкості покарань за різні види злочинів та правопорушень, а також оптимальну величину і структуру витрат на утримання поліції, судів та виправних установ. Однак вибір оптимального поєднання ймовірності та тяжкості покарань зміниться, якщо функція суспільного добробуту не зводиться до сукупного доходу, а враховує, як пропонують деякі фахівці, наприклад, вплив правоохоронної діяльності на соціальну справедливість розподілу доходів (6). Крім того, оскільки система юстиції складається з діяльності різних, відносно самостійних інститутів, то у кожного з них можуть бути свої правила оптимізації, що відрізняються від критерію максимізації суспільного добробуту (7).
Аналіз ринкової рівноваги. У вивченні загальної рівноваги на ринку правопорушень поки що робляться лише перші кроки. Проте вже нині цілком усвідомлено, що ефект  санкцій залежить не тільки від еластичності пропозиції злочинів, а й від еластичності попиту на них приватних осіб. Підхід до злочинності як до єдиної ринкової системи успішно використовується економістами також для вивчення різних аспектів організованої злочинності.

## Емпіричні дослідження
Створення цілісної моделі нелегальної діяльності гальмується, головним чином, через нестачу достовірних даних. У літературі можна вже знайти спроби створити статичну модель злочинної і правоохоронної діяльності, що складається з трьох груп базових структурних рівнянь: функції пропозиції злочинів, що показує залежність рівня злочинності від стримуючих змінних і інших факторів; функції виробництва правоохоронної діяльності, яка характеризує залежність ймовірностей арешту, засудження і покарання від величини ресурсів, виділених на боротьбу зі злочинністю, та ефективності їх використання; функції попиту на правоохоронну діяльність, що зв'язує витрату ресурсів з детермінантами державного регулювання (8). Головним об'єктом економетричного аналізу ставали перші дві структурні взаємозв'язку.
Економетричні дослідження складні поруч з методологічними проблемами. Так, наприклад, офіційна статистика дає занижені дані про масштаби злочинності. Важко відокремити стримуючи ефекти тюремного ув'язнення від ефектів обмеження правоздатності. Без урахування цих та багатьох інших обставин використання кримінологічної статистики породжує недостатньо обґрунтовані висновки.
Більшість емпіричних досліджень про окремі види правопорушень призводять, як правило, до наступного висновку: ймовірність і тривалість покарання зазвичай  впливають на рівень злочинності, причому його еластичність щодо передбачуваного ризику затримання перевершує його еластичність щодо передбачуваного ризику осуду і покарання. Масштаби злочинності також прямо залежать від ступеня диференціації доходів і рівня суспільного добробуту. Вплив на злочинність рівня безробіття і демографічних параметрів залишається поки неясним.
Не всі дослідження з економічної теорії злочинності пов'язані з гіпотезою стримуючого ефекту правоохоронної діяльності. Критики цієї гіпотези вказують на помилки економетричних розрахунків і підкреслюють, що рівень злочинності сам справляє зворотний вплив на ймовірність і тривалість покарання (9).
Значні розбіжності викликало застосування економічного підходу до вивчення кримінальних вбивств і застосування смертної кари. Початок дебатів поклала відома праця А. Ерліха (10), що викликала поглиблені емпіричні дослідження, одні з яких підтверджували, а інші спростовували (11) концепцію стримуючого ефекту смертної кари.
Поки що важко визначити, пише автор статті, наскільки точні розрахунки різних економічних параметрів злочинності. Узагальнена ринкова модель злочинної і правоохоронної діяльності може бути розроблена тільки в процесі поглиблення як загальнотеоретичних, так і емпірично-економетричних підходів.